# Берингия (гонка на собачьих упряжках)
«Берингия» — традиционная камчатская гонка на собачьих упряжках. Проводится ежегодно, начиная с 1990 года.
С идеей проведения гонок выступил журнал «Северные просторы». При поддержке Всесоюзного Фонда Народов Севера, Сибири и Дальнего Востока первая гонка прошла в январе 1990 года. На трассу протяжённостью 250 километров вышли 8 упряжек.
На следующий год длина трассы составила уже 1980 километров. Эта гонка на собачьих упряжках была занесена в Книгу рекордов Гиннеса как самая протяженная в мире. Самыми массовыми стали гонки 2009 и 2010 годов — на старт вышли по 17 упряжек. Сейчас гонка проводится на трассе длиной 1100 километров. Среди прочих энтузиастов гонки, кто принимал непосредственное участие в её организации, проведении и развитии, особняком стоят имена Александра Печеня и Игоря Воронцова — камчадалов, предпринимателей и путешественников.

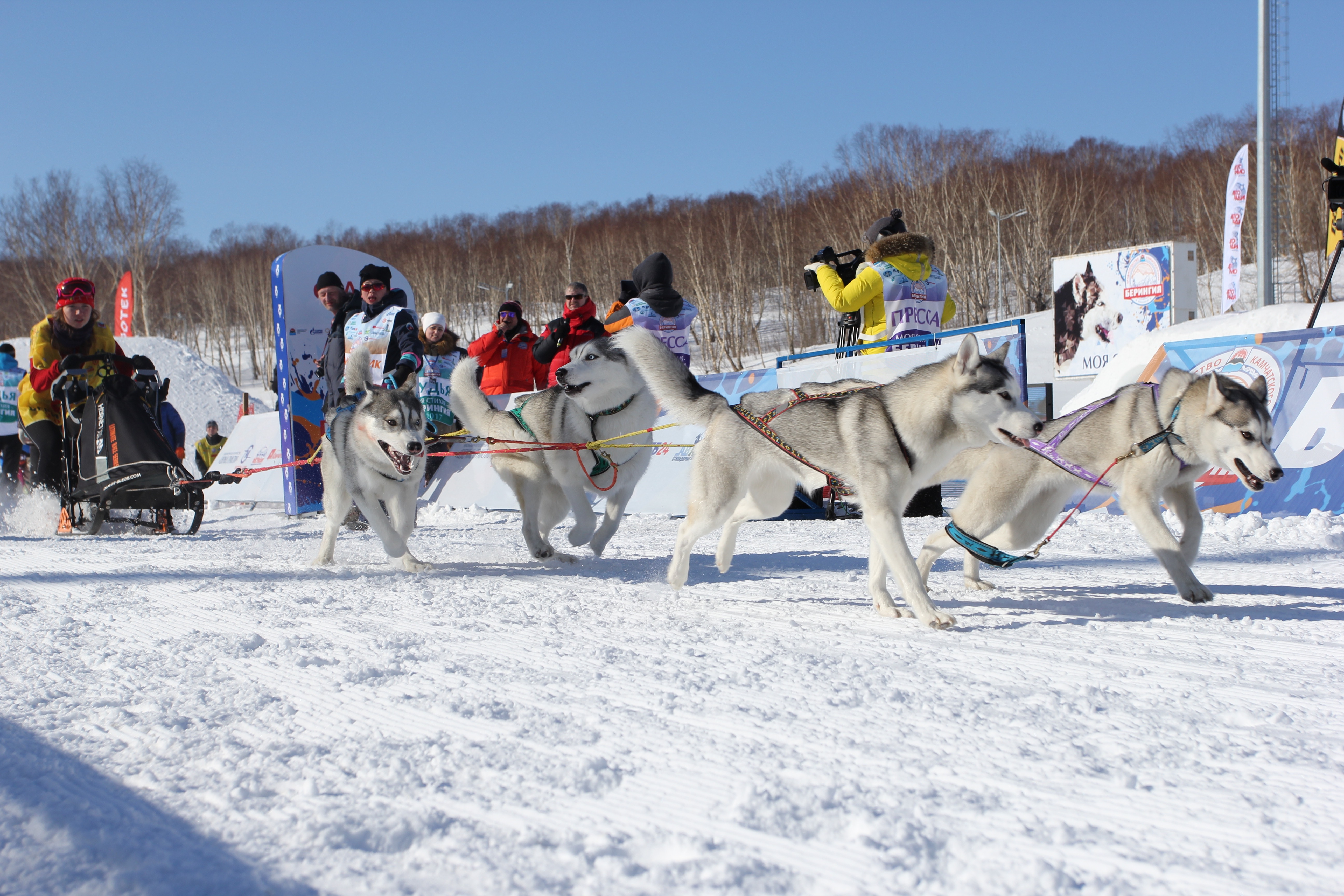
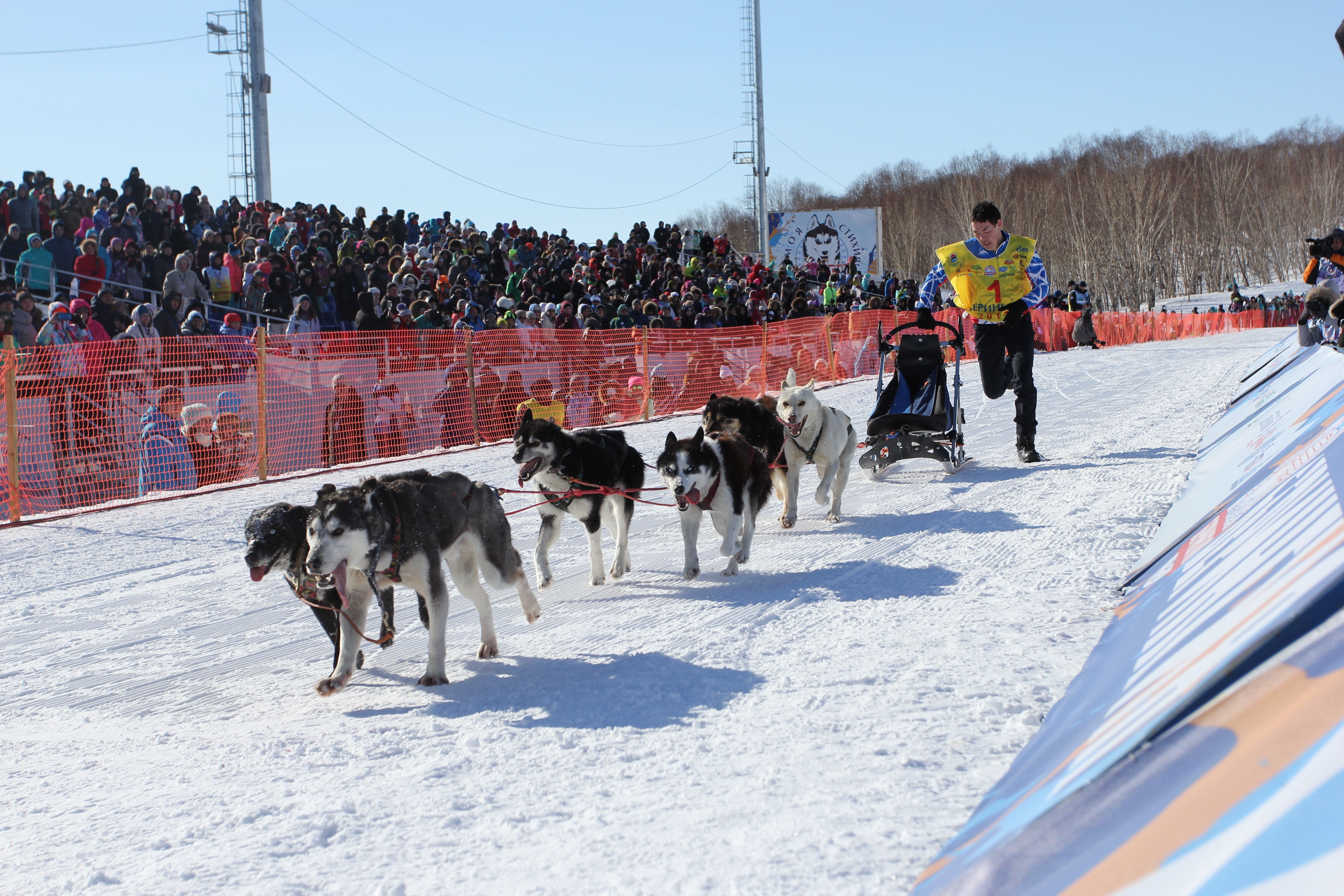